# Svenska vokallängdsskilda minimala par
I svenska språket har alla ord minst en betonad stavelse, och alla betonade stavelser har ett långt vokalljud, eller ett kort vokalljud följt av ett långt konsonantljud. Vokalerna skiftar vanligen även kvalitet något samtidigt med kvantiteten. Mest markant är skillnaden mellan långt och kort a. Vokallängden är dock den mest distinkta skillnaden och vokallängd kan därför sägas vara betydelseskiljande i svenskan, alltså ett prosodem. Detta är en lista med vokallängdsskilda minimala par.
De flesta par är stavningsmässigt åtskilda genom att ordet med kort betonad vokal har en dubbeltecknad konsonant direkt efter vokalen. Ordpar där på grund av det ena eller båda ordens stavning denna regel inte gäller är markerade med fetstil.